# Castell de Kalø

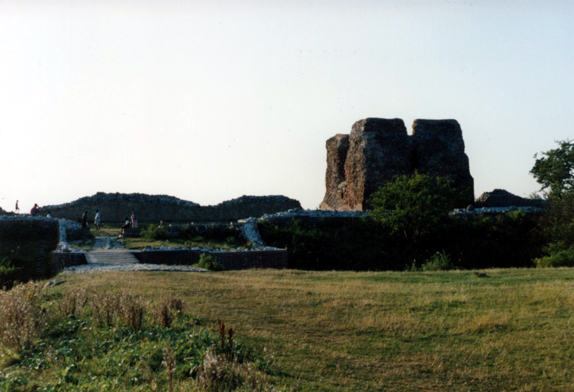
Ruïnes del castell danès.

Kalø Slot és un castell, en ruïnes, situat a l'est de la península de Jutlàndia, a Dinamarca, a només 20 km del centre de la ciutat d'Aarhus.
El castell va ser fundat l'any 1313 pel rei danès Erik VI amb la finalitat d'establir un bastió defensiu a la zona nord de Jutlàndia per fer front a les rebel·lions per part la noblesa local i els camperols contra la corona. A partir del segle xv va abandonar la seva funció defensiva militar i va passar a ser el centre administratiu local. El rei Cristià II va mantenir captiu al castell al futur rei suec Gustau I entre els anys 1518 i 1519 fins que va aconseguir escapar.
Quan el rei Frederic III va convertir la monarquia electiva en monarquia absoluta per la revolució de 1660 a Dinamarca, el castell va perdre la seva funció.
L'any 1661, Frederick III va donar Kalø a Ulric Frederic Gyldenlove que ho va derrocar a l'any següent, en 1662; ja demolit es va utilitzar el material per construir el seu palau privat a Copenhaguen, el Palau Charlottenborg.
Les ruïnes del castell són propietat de l'estat danès.

## Galeria

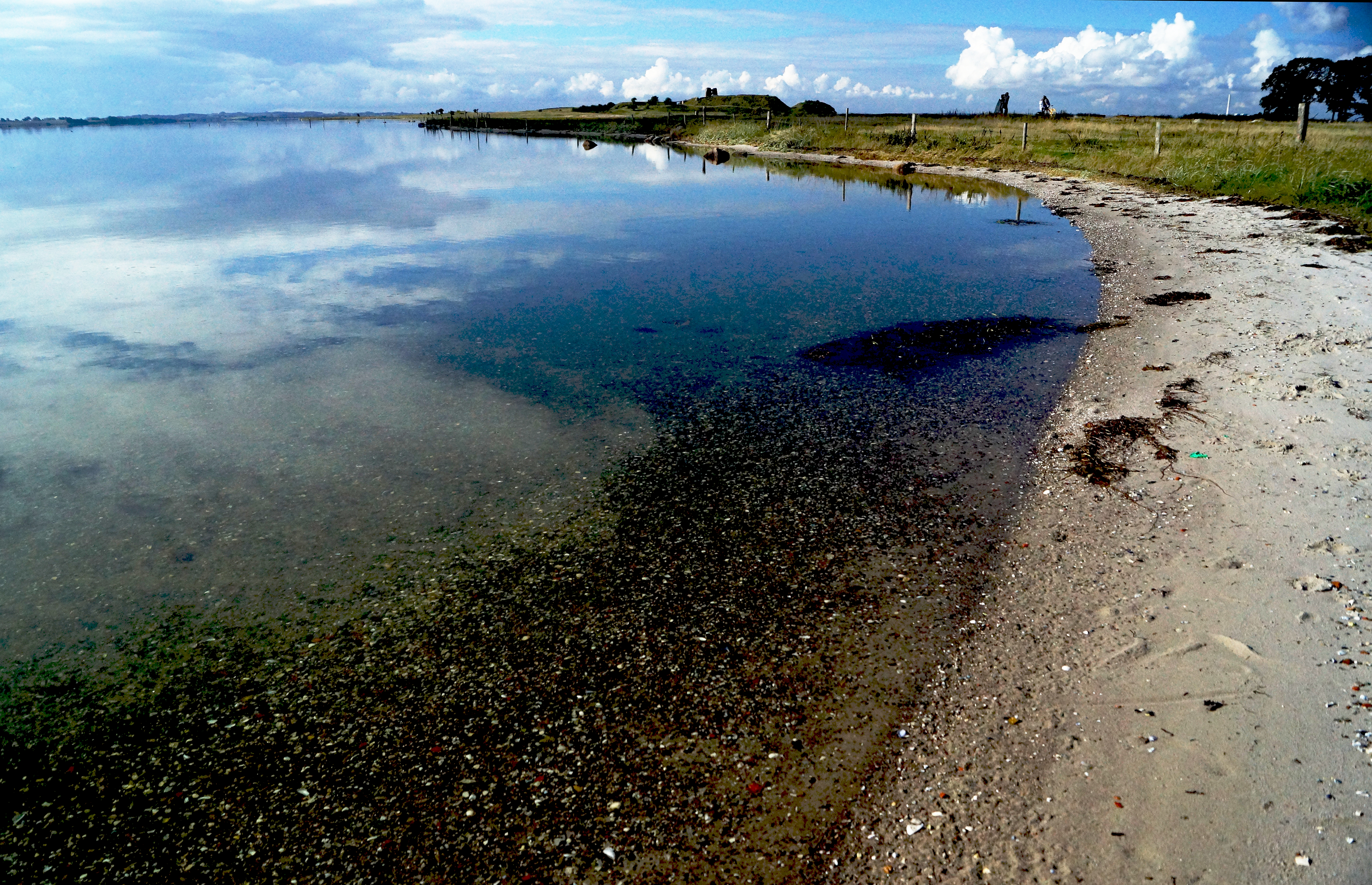
Vista de la platja des del castell.
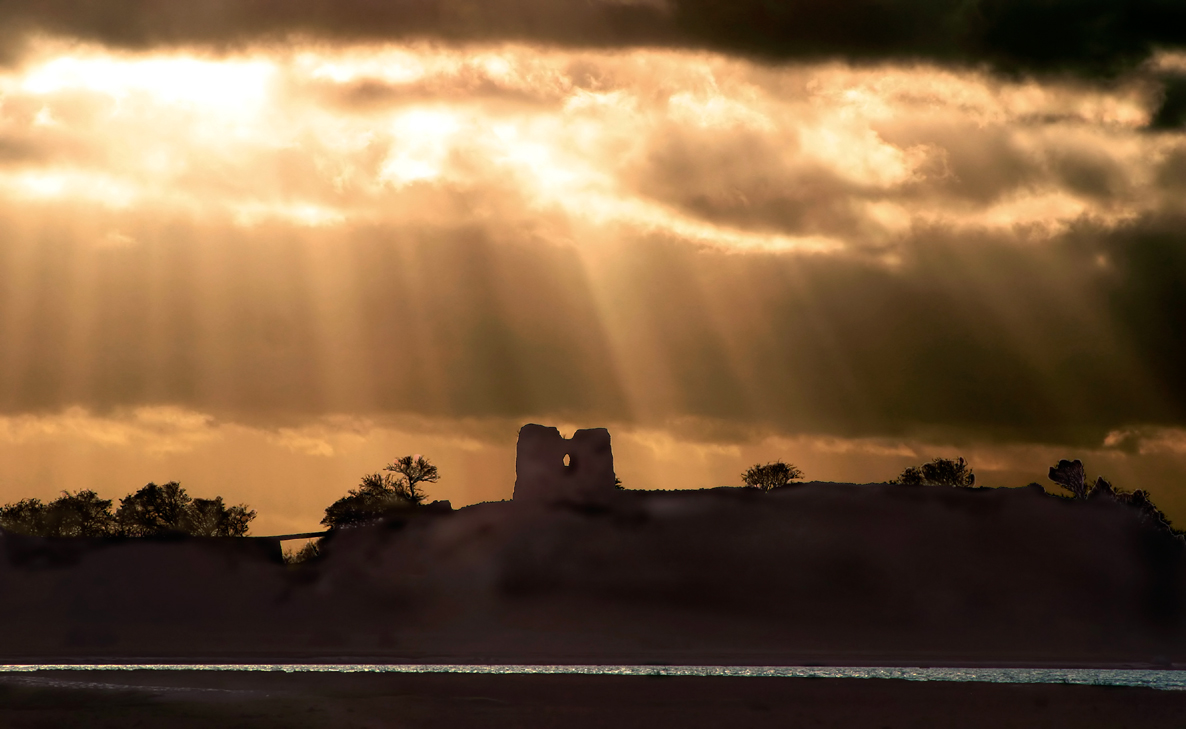
Castell.
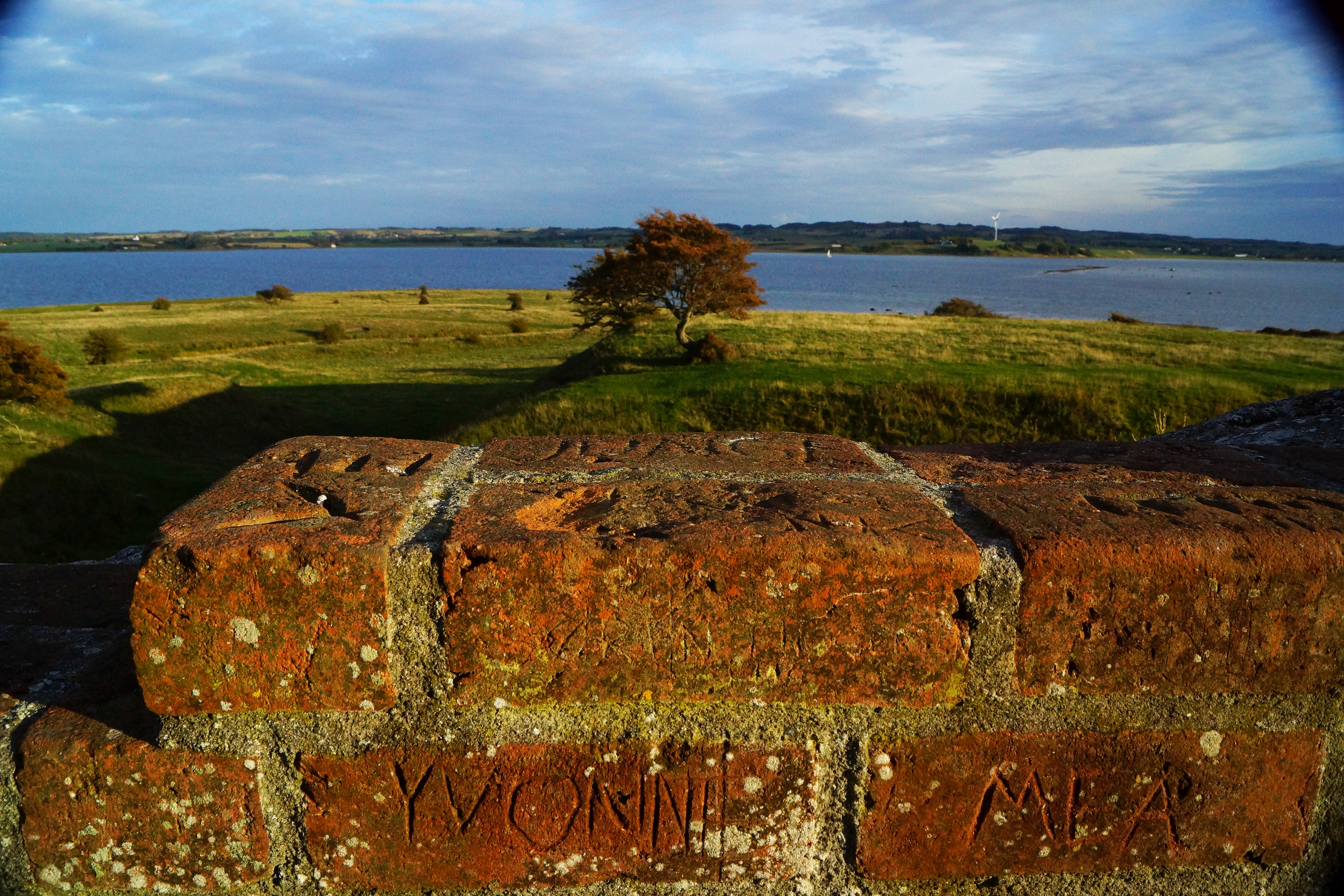
Vista de les ruïnes.